# Campeonato Gaúcho de Futebol de 1938
O Campeonato Gaúcho de Futebol de 1938, foi 18ª edição da competição no Estado do Rio Grande do Sul. O campeonato continuava sem a participação de Grêmio e Internacional, que haviam aderido ao profissionalismo. a fórmula de disputa continuava a mesma das edições anteriores, ou seja, os campeões das regiões enfrentavam-se pelo título. O Guarany de Bagé foi o campeão. Era segunda conquista do clube que havia sido campeão em 1920.

## Participantes
| Equipe        | Cidade       | Classificação               | Participação |
| ------------- | ------------ | --------------------------- | ------------ |
| Guarany       | Bagé         | Campeão da Região Sul       | 5ª           |
| Renner        | Porto Alegre | Campeão da Região Centro    | 1ª           |
| Riograndense  | Santa Maria  | Campeão da Região Serra     | 9ª           |
| Rio-Grandense | Rio Grande   | Campeão da Região Litoral   | 2ª           |
| Uruguaiana    | Uruguaiana   | Campeão da Região Fronteira | 4ª           |

## Tabela

### Fase preliminar
| 4 de dezembro de 1938 | Riograndense                                                                      | 6 – 4 | Uruguaiana                |  |
|                       | Gol marcado · Gol marcado · Gol marcado · Gol marcado · Gol marcado · Gol marcado |       | Gol marcado · Gol marcado |  |

### Semifinais
| 18 de dezembro de 1938 | Guarany de Bagé                         | 3 – 2 | Riograndense              | Porto Alegre (RS) |
|                        | Gol marcado · Gol marcado · Gol marcado |       | Gol marcado · Gol marcado |                   |

| 22 de dezembro de 1938 | Riograndense              | 2 – 1 | Renner      |  |
|                        | Gol marcado · Gol marcado |       | Gol marcado |  |

### Finais
| 8 de janeiro de 1939 | Guarany de Bagé | 1 – 1 | Riograndense | Bagé (RS) |
|                      | Rubilar         |       | Gol marcado  |           |

| 9 de janeiro de 1938 | Riograndense    | 2 – 0 | Guarany de Bagé | Rio Grande (RS) |
|                      | Osca · Caldeira |       |                 |                 |

1º jogo extra
| 22 de janeiro de 1939 | Riograndense | 1 – 3 | Guarany de Bagé | Pelotas (RS) |
|                       | Gol marcado  |       | Picão · Quesada |              |

2° jogo extra
| 24 de janeiro de 1939 | Guarany de Bagé              | 1[1] – 1[0] | Riograndense | Pelotas (RS) |
|                       | Medina · Rubilar 3' (prorr.) |             | Chinês       |              |

|  | Guarany de Bagé | Rio-Grandense-RG |

| GUARANY DE BAGÉ: |  |           |  |                 |
|                  |  |           |  |                 |
| G                |  | Jorge     |  |                 |
| Z                |  | Jorgão    |  |                 |
| Z                |  | Gancho    |  |                 |
| M                |  | Dini      |  |                 |
| M                |  | Balão     |  | Substituído     |
| M                |  | Fidelcino |  |                 |
| A                |  | Quesada   |  |                 |
| A                |  | Libinho   |  |                 |
| A                |  | Medina    |  |                 |
| A                |  | Rubilar   |  |                 |
| A                |  | Picão     |  |                 |
| Substituição:    |  |           |  |                 |
|                  |  | Dico      |  | Entrou em campo |
| Treinador:       |  |           |  |                 |
| Manoel Fernandes |  |           |  |                 |

| RIO-GRANDENSE-RG:         |  |          |  |
|                           |  |          |  |
|                           |  |          |  |
| G                         |  | Brandão  |  |
| Z                         |  |          |  |
| Z                         |  |          |  |
| M                         |  |          |  |
| M                         |  |          |  |
| M                         |  |          |  |
| A                         |  |          |  |
| A                         |  |          |  |
| A                         |  | Oscar    |  |
| A                         |  | Carruíra |  |
| A                         |  | Chinês   |  |
| Treinador: Gentil Cardoso |  |          |  |
|                           |  |          |  |

| Gauchão 1938                        |
| ----------------------------------- |
| Guarany de Bagé Campeão (2º título) |